# الخدمة الشاملة عريضة النطاق
الخدمة الشاملة عريضة النطاق والتي تُعرف أيضا «بالتزامات الخدمة الشاملة» هي مصطلح يشير إلي جهود الحكومة لضمان اتصال جميع المواطنين بخدمات الإنترنت. إن الأتزامات الشاملة للخدمة الصوتية قد تم توسيعها حتي تشمل التزامات لخدمات النطاق العريض في سويسرا وفنلندا واسبانيا والمملكة المتحدة.
التزامات الخدمة الشاملة مطلوبه بسبب القيود التقنية لنقل البيانات في خطوط الهاتف التقليدية خاصة ً في الاتصالات التي تقع على بعد أميال من بدالات الهاتف. للوفاء بالتزامات FTTH ، أو مصطلح نشر تكوينات من الألياف الضوئية – البصرية – إلي المنزل، أصبح علي نحو متزايد عنصراً. الخدمة الشاملة للأمارات العربيه المتحده، علي وجه المثال، لم تقدم التزامات الخدمة الشاملة حيث إن جميع منشآتها لديها اتصال بالألياف الضوئية FTTH وبذلك لديهم قدرة إتصال بسرعات عالية جداً.
إن سويسرا كانت الدولة الأولى في العالم التي وفرت خدمات شاملة عريضة النطاق في عام 2008، ثم تبعتها إسبانيا وفنلندا اللواتي ضمنا اتصالآ 1 ميجابايت / الثانية. تبعتهم المملكة المتحدة بإعلان التزامات خدمه شاملة بسرعة 10 ميجابايت / الثانية لكل منزل بسرعة في بريطانيا وذلك بحلول عام 2020. تايوان هي الأخري بدأت خدمة شاملة عريضة النطاق في عام 2007. أما عن الواليات المتحدة األمريكية، فقد اقترحت التدابير التي قد تجعل تقنية النطاق العريض متوفرة لكل المواطنين، ولكنها لم تستطع تنفيذها تحت ضغوط شركات الإتصال عن بعد.